# Eotetranychus rubiphilus
Eotetranychus rubiphilus är en spindeldjursart som beskrevs av Reck 1948. Eotetranychus rubiphilus ingår i släktet Eotetranychus och familjen Tetranychidae. Inga underarter finns listade i Catalogue of Life.